# Norbert Westenrieder
Norbert Westenrieder (* 20. Januar 1947 in München; † 14. November 2013) war ein deutscher Dokumentarfilmer und Sachbuchautor.

## Leben
Norbert Westenrieder kam im Alter von sechs Jahren nach Würzburg. An der Julius-Maximilians-Universität Würzburg studierte er später die Fächer Philosophie und Geschichte. In den 1960er Jahren begann Westenrieder damit eigene Filme zu drehen. 1974 war er einer der Mitbegründer des Festivals Internationales Filmwochenende Würzbürg. In den 1980er Jahren drehte er für den Hessischen Rundfunk zahlreiche Dokumentationen über den Alltag im Nazi-Deutschland. Darunter die Dokumentarfilme: Arbeit und Brot, Arbeitsfront, Leben im Dritten Reich oder Pogrom in der Provinz. 1989 sendete die ARD an Hitlers 100. Geburtstag Norbert Westenrieders Beitrag Bündnis des Unheils – Die Deutschen und Hitler. Im Jahr 2005 ehrte man Norbert Westenrieder auf dem Würzburger Festival mit einer eigenen Werkschau mit seinen Filmen.
Neben seiner Tätigkeit als Dokumentarfilmer arbeitete Westenrieder auch als Sachbuchautor, Historiker und EDV-Berater. Unter anderem erschien 1984 im Droste Verlag Düsseldorf der Band Deutsche Frauen und Mädchen! Vom Alltagsleben 1933 - 1945. Norbert Westenrieder lebte zuletzt in Randersacker bei Würzburg. Am 14. November 2013 verstarb er 66-jährig nach einem langen Krebsleiden.

## Dokumentarfilme (Auswahl)
- 1985: Arbeit und Brot: wie die Nationalsozialisten die Arbeitslosigkeit beseitigten; ein Film, Regisseur: Norbert Westenrieder, Länge: 45 min Land: Deutschland Farbe: sw und Farbe
- 1985: Arbeitsfront: was hat der Nationalsozialismus für die Arbeiter getan?, Regisseur: Norbert Westenrieder, Länge: 75 min Land: Deutschland Farbe: sw und Farbe
- 1986: Napola: Erziehung zur Elite im Dritten Reich, Regisseur: Norbert Westenrieder und Karoline Reifarth, Länge: 45 min Land: Deutschland Farbe: sw und Farbe
- 1987: Leben im Dritten Reich / 1, Der Alltag der Volksgenossen: 1933 - 1939, Regisseur: Norbert Westenrieder, Länge: 43 min Land: Deutschland Farbe
- 1988: Leben im Dritten Reich / 2, Entbehrung an der Heimatfront: 1939 - 1945, Regisseur: Norbert Westenrieder, Länge: 43 min Land: Deutschland Farbe: sw und Farbe
- 1988: Pogrom in der Provinz: Verfolgung der Juden in Hessen, Regisseur: Norbert Westenrieder, Länge: 45 min Land: Deutschland Farbe: sw und Farbe
- 1988: Helfen und Vernichten: "Volkspflege" im Dritten Reich, Regisseur: Norbert Westenrieder, Länge: 45 min Land: Deutschland Farbe: sw und Farbe
- 1989: Bündnis des Unheils – Die Deutschen und Hitler, Regisseur: Norbert Westenrieder, Länge: 59 min Land: Deutschland Farbe: sw und Farbe
- 1990: Der Kalte Krieg und die Deutschen; Verhärtete Fronten, 1950–1955, Regisseur: Norbert Westenrieder, Länge: 45 min Land: Deutschland Farbe: sw und Farbe
- 1993: Der hohe Preis der Utopie: Staatsbankrott der DDR, Regisseur: Norbert Westenrieder, Deutschland Farbe: sw und Farbe

## Sachbücher
- 1980: Faschismus Grundlagen und Entwicklung einer gesellschaftlichen "Neuordnung"; eine Dokumentation, Verlag: Hess. Rundfunk, Frankfurt am Main
- 1984: Deutsche Frauen und Mädchen! Vom Alltagsleben 1933 - 1945, Droste Verlag, Düsseldorf
- 1990: Der Kalte Krieg und die Deutschen -49, Verlag: Hess. Rundfunk, Frankfurt am Main